# Championnat d'Europe féminin de handball 2020
Navigation
France 2018 Macédoine du Nord, Slovénie et Monténégro 2022
La 14e édition du Championnat d'Europe féminin de handball se déroule du 3 au 20 décembre 2020 au Danemark.
Initialement, la compétition devait également se dérouler en Norvège, mais moins de deux semaines avant le début de la compétition, la Fédération norvégienne a informé l'EHF qu'elle n'était finalement pas en mesure d'accueillir des matchs à cause de la pandémie de Covid-19 qui affecte tout le continent européen. Finalement, si toutes les équipes doivent observer un strict respect des conditions sanitaires et si la compétition se joue sans spectateurs, elle n'est pas fortement perturbée par la pandémie puisque seul un match du premier tour a été reporté et joué le lendemain.
La France, tenante du titre, est battue en finale par la Norvège qui remporte ainsi son huitième titre européen en quatorze éditions. Troisième, la Croatie glane quant à elle sa première médaille internationale en battant le Danemark, pays organisateur. À l'opposé, les Pays-Bas, qui avaient remporté quatre médailles lors des quatre précédentes compétitions internationales, s'inclinent lors de ses deux premiers matchs mais parviennent finalement à se classer à la sixième place derrière la Russie.

## Présentation

### Lieux de compétition

Logo de la compétition contenant les drapeaux du Danemark et de la Norvège.

Initialement, la compétition devait se tenir conjointement dans deux salles au Danemark et trois salles en Norvège.
En Norvège, la Trondheim Spektrum (en) (d'une capacité de 8 000 places) pour les groupes C et D du tour préliminaire de Trondheim, le Stavanger Idrettshall (en) de Stavanger pour le groupe II du tour principal et la Telenor Arena pour la phase finale devaient accueillir la compétition. Finalement, compte tenu du risque sanitaire lié à la pandémie de Covid-19, la Fédération norvégienne de handball a décidé en septembre 2020 que seule la Trondheim Spektrum (en) accueillerait des matchs sur le sol norvégien,.
Si, du côté du Danemark, les deux salles initialement prévues (la Jyske Bank Boxen de Herning, d'une capacité de 15 000 places, et l'Arena Nord à Frederikshavn, d'une capacité de 2 800 places), sont dans un premier temps maintenues, les jauges d'accueil du public sont nettement réduites puisque seulement 200 spectateurs par match en Norvège et 500 personnes au Danemark pourraient être autorisés à assister aux matchs,. Finalement, le 6 novembre, les matchs prévus à Frederikshavn sont reprogrammés à Herning.
Enfin, le 16 novembre 2020, la Fédération norvégienne a informé l'EHF qu'elle n'était finalement pas en mesure d'accueillir des matchs à cause de la pandémie de Covid-19. Après une semaine de pourparlers entre le gouvernement danois et les fédérations danoise et européenne, un accord est trouvé pour que la Sydbank Arena de Kolding accueille les matchs initialement prévus en Norvège (groupes C, D et II).
| Herning                                        | \| Herning Kolding \| | Kolding                                       |
| Jyske Bank Boxen                               | \| Herning Kolding \| | Sydbank Arena                                 |
|                                                | \| Herning Kolding \| |                                               |
| Capacité : 14 000 places (réduit à 500 places) | \| Herning Kolding \| | Capacité : 5 000 places (réduit à 500 places) |
| Herning Kolding                                |                       |                                               |

### Qualifications
31 équipes ont participé aux phases de qualification. Une première phase opposant 4 équipes a permis à la Grèce de rejoindre les 27 autres équipes qualifiées pour la seconde phase. Les 28 équipes sont réparties dans 7 groupes de 4 équipes. Chaque groupe est disputé sous la forme d'un mini-championnat en matchs aller-retour et les deux premiers de chaque groupe sont qualifiés pour la compétition.
Du fait de la pandémie de Covid-19, la phase de qualification a été arrêtée après que seulement 2 des 6 journées ont été jouées. Par conséquent, la Fédération européenne de handball a décidé le 24 avril 2020 que les qualifications sont déterminées à partir du classement de l'Euro 2018,.

### Équipes participantes
Ce tableau liste les équipes qualifiées ainsi que leur participation aux différentes éditions du Championnat d'Europe de 1994 à 2018.
| Pays       | Qualifié en tant que      | Date de la qualification | Apparitions précédentes | Apparitions précédentes | Apparitions précédentes                                                      |
| Pays       | Qualifié en tant que      | Date de la qualification | Nb                      | Titres                  | Participations                                                               |
| ---------- | ------------------------- | ------------------------ | ----------------------- | ----------------------- | ---------------------------------------------------------------------------- |
| Danemark   | Pays organisateur         | 20 septembre 2014        | 13                      | 3                       | 1994, 1996, 1998, 2000, 2002, 2004, 2006, 2008, 2010, 2012, 2014, 2016, 2018 |
| Norvège    | Pays organisateur         | 20 septembre 2014        | 13                      | 7                       | 1994, 1996, 1998, 2000, 2002, 2004, 2006, 2008, 2010, 2012, 2014, 2016, 2018 |
| France     | Classement de l'Euro 2018 | 24 avril 2020            | 10                      | 1                       | 2000, 2002, 2004, 2006, 2008, 2010, 2012, 2014, 2016, 2018                   |
| Russie     | Classement de l'Euro 2018 | 24 avril 2020            | 13                      | 0                       | 1994, 1996, 1998, 2000, 2002, 2004, 2006, 2008, 2010, 2012, 2014, 2016, 2018 |
| Pays-Bas   | Classement de l'Euro 2018 | 24 avril 2020            | 7                       | 0                       | 1998, 2002, 2006, 2010, 2014, 2016, 2018                                     |
| Roumanie   | Classement de l'Euro 2018 | 24 avril 2020            | 12                      | 0                       | 1994, 1996, 1998, 2000, 2002, 2004, 2008, 2010, 2012, 2014, 2016, 2018       |
| Suède      | Classement de l'Euro 2018 | 24 avril 2020            | 11                      | 0                       | 1994, 1996, 2002, 2004, 2006, 2008, 2010, 2012, 2014, 2016, 2018             |
| Hongrie    | Classement de l'Euro 2018 | 24 avril 2020            | 13                      | 1                       | 1994, 1996, 1998, 2000, 2002, 2004, 2006, 2008, 2010, 2012, 2014, 2016, 2018 |
| Monténégro | Classement de l'Euro 2018 | 24 avril 2020            | 5                       | 1                       | 2010, 2012, 2014, 2016, 2018                                                 |
| Allemagne  | Classement de l'Euro 2018 | 24 avril 2020            | 13                      | 0                       | 1994, 1996, 1998, 2000, 2002, 2004, 2006, 2008, 2010, 2012, 2014, 2016, 2018 |
| Serbie     | Classement de l'Euro 2018 | 24 avril 2020            | 7                       | 0                       | 2006, 2008, 2010, 2012, 2014, 2016, 2018                                     |
| Espagne    | Classement de l'Euro 2018 | 24 avril 2020            | 10                      | 0                       | 1998, 2002, 2004, 2006, 2008, 2010, 2012, 2014, 2016, 2018                   |
| Slovénie   | Classement de l'Euro 2018 | 24 avril 2020            | 6                       | 0                       | 2002, 2004, 2006, 2010, 2016, 2018                                           |
| Pologne    | Classement de l'Euro 2018 | 24 avril 2020            | 6                       | 0                       | 1996, 1998, 2006, 2014, 2016, 2018                                           |
| Tchéquie   | Classement de l'Euro 2018 | 24 avril 2020            | 6                       | 0                       | 1994, 2002, 2004, 2012, 2016, 2018                                           |
| Croatie    | Classement de l'Euro 2018 | 24 avril 2020            | 10                      | 0                       | 1994, 1996, 2004, 2006, 2008, 2010, 2012, 2014, 2016, 2018                   |

Remarque : en gras et en italique sont indiqués respectivement le champion et le pays hôte de l'édition concernée.

### Modalités
Les seize équipes qualifiées sont réparties dans 4 groupes de 4 équipes : les trois premières équipes de chaque groupe sont qualifiées pour le tour principal. Les douze équipes sont ensuite réparties dans 2 groupes de 6 équipes : les deux premiers classés de chaque groupe sont qualifiés pour les demi-finales croisées tandis que les troisièmes disputent un match pour la 5e place.
Les 4 premières équipes (non déjà qualifiées) sont qualifiées pour le championnat du monde 2021.

### Arbitres
La liste des paires d'arbitres a été dévoilée par l'EHF le 9 octobre 2020. En vue du tour principal, l'EHF a ajouté deux arbitres, les paires lituanienne et polonaise :
- Ana Vranes et Marlis Wenninger
- Vesna Balvan et Tatjana Praštalo
- Karina Christiansen et Line Hansen
- Charlotte et Julie Bonaventura
- Ioanna Christidi et Ioanna Papamattheou
- Viktorija Kijauskaitė et Aušra Žalienė
- Jelena Mitrović et Anđelina Kažanegra
- Małgorzata Lidacka et Urszula Lesiak
- Vânia et Marta Sá
- Cristina Năstase et Simona Stancu
- Viktoria Alpaidze et Tatyana Berezkina
- Vanja Antić et Jelena Jakovljević

De plus, pour la première fois de l'histoire de la compétition, toutes les arbitres sont des femmes.

### Tirage au sort
Les pots pour le tirage au sort ont été annoncés le 7 mai 2020 et ont été constitués simplement à partir du classement final du Championnat d'Europe 2018.
Le tirage au sort a eu lieu le 18 juin 2020 à Vienne (Autriche).

## Tour préliminaire
- Qualifié pour le tour principal.
- Éliminé.
- T : Tenant du titre.
- PO : Pays organisateur.
- En gras : Équipe qualifiée pour le tour principal.

### Groupe A
|   | Équipe     | Pts | J | G | N | P | Bp | Bc | Diff |
| - | ---------- | --- | - | - | - | - | -- | -- | ---- |
| 1 | France T   | 6   | 3 | 3 | 0 | 0 | 74 | 60 | 14   |
| 2 | DanemarkPO | 4   | 3 | 2 | 0 | 1 | 78 | 65 | 13   |
| 3 | Monténégro | 2   | 3 | 1 | 0 | 2 | 68 | 77 | -9   |
| 4 | Slovénie   | 0   | 3 | 0 | 0 | 3 | 65 | 83 | -18  |

| 4 décembre 2020 18h15 | France            | 24 – 23   | Monténégro              | Jyske Bank Boxen, Herning Arbitrage : Sá, Sá |
| 4 décembre 2020 18h15 | quatre joueuses 3 | (11 - 12) | Mehmedović, Radičević 5 | Jyske Bank Boxen, Herning Arbitrage : Sá, Sá |
| 4 décembre 2020 18h15 | ×1 ×2             | Rapport   | ×6                      | Jyske Bank Boxen, Herning Arbitrage : Sá, Sá |

| 4 décembre 2020 20h30 | Danemark       | 30 – 23   | Slovénie           | Jyske Bank Boxen, Herning Arbitrage : Antić, Jakovljević |
| 4 décembre 2020 20h30 | Lærke Nolsøe 6 | (14 - 12) | Lazović, Ljepoja 5 | Jyske Bank Boxen, Herning Arbitrage : Antić, Jakovljević |
| 4 décembre 2020 20h30 | ×1 ×5          | Rapport   | ×2 ×5              | Jyske Bank Boxen, Herning Arbitrage : Antić, Jakovljević |

| 6 décembre 2020 18h15 | Slovénie        | 17 – 27  | France                 | Jyske Bank Boxen, Herning Arbitrage : Ioanna Christidi et Ioanna Papamattheou |
| 6 décembre 2020 18h15 | Gros, Lazović 4 | (6 - 12) | Lacrabère, Nze Minko 7 | Jyske Bank Boxen, Herning Arbitrage : Ioanna Christidi et Ioanna Papamattheou |
| 6 décembre 2020 18h15 | ×0 ×5           | Rapport  | ×1 ×8                  | Jyske Bank Boxen, Herning Arbitrage : Ioanna Christidi et Ioanna Papamattheou |

| 6 décembre 2020 20h30 | Monténégro             | 19 – 28   | Danemark         | Jyske Bank Boxen, Herning Arbitrage : Năstase, Stancu |
| 6 décembre 2020 20h30 | Radičević, Ramusović 4 | (11 - 13) | trois joueuses 4 | Jyske Bank Boxen, Herning Arbitrage : Năstase, Stancu |
| 6 décembre 2020 20h30 | ×1                     | Rapport   | ×0 ×2            | Jyske Bank Boxen, Herning Arbitrage : Năstase, Stancu |

| 8 décembre 2020 18h15 | Monténégro          | 26 – 25  | Slovénie   | Jyske Bank Boxen, Herning Arbitrage : Sá, Sá |
| 8 décembre 2020 18h15 | Jovanka Radičević 9 | (15 - 9) | Ana Gros 7 | Jyske Bank Boxen, Herning Arbitrage : Sá, Sá |
| 8 décembre 2020 18h15 | ×2                  | Rapport  | ×2         | Jyske Bank Boxen, Herning Arbitrage : Sá, Sá |

| 8 décembre 2020 20h30 | France         | 23 – 20  | Danemark         | Jyske Bank Boxen, Herning Arbitrage : Năstase, Stancu |
| 8 décembre 2020 20h30 | Zaadi, Kanor 5 | (11 - 9) | trois joueuses 4 | Jyske Bank Boxen, Herning Arbitrage : Năstase, Stancu |
| 8 décembre 2020 20h30 | ×1 ×4          | Rapport  | ×1 ×2            | Jyske Bank Boxen, Herning Arbitrage : Năstase, Stancu |

### Groupe B
|   | Équipe   | Pts | J | G | N | P | Bp | Bc | Diff |
| - | -------- | --- | - | - | - | - | -- | -- | ---- |
| 1 | Russie   | 6   | 3 | 3 | 0 | 0 | 85 | 70 | 15   |
| 2 | Suède    | 3   | 3 | 1 | 1 | 1 | 76 | 76 | 0    |
| 3 | Espagne  | 3   | 3 | 1 | 1 | 1 | 72 | 78 | -6   |
| 4 | Tchéquie | 0   | 3 | 0 | 0 | 3 | 69 | 78 | -9   |

| 3 décembre 2020 18h15 | Russie       | 31 – 22   | Espagne      | Jyske Bank Boxen, Herning Arbitrage : Năstase, Stancu |
| 3 décembre 2020 18h15 | 4 joueuses 4 | (13 - 11) | 3 joueuses 4 | Jyske Bank Boxen, Herning Arbitrage : Năstase, Stancu |
| 3 décembre 2020 18h15 | ×2 ×3        | Rapport   | ×1 ×6        | Jyske Bank Boxen, Herning Arbitrage : Năstase, Stancu |

| 3 décembre 2020 20h30 | Suède        | 27 – 23   | Tchéquie            | Jyske Bank Boxen, Herning Arbitrage : Antić, Jakovljević |
| 3 décembre 2020 20h30 | Linn Blohm 5 | (13 - 13) | Markéta Jeřábková 8 | Jyske Bank Boxen, Herning Arbitrage : Antić, Jakovljević |
| 3 décembre 2020 20h30 | ×4 ×7        | Rapport   | ×1                  | Jyske Bank Boxen, Herning Arbitrage : Antić, Jakovljević |

| 5 décembre 2020 18h15 | Tchéquie            | 22 – 24   | Russie       | Jyske Bank Boxen, Herning Arbitrage : Sá, Sá |
| 5 décembre 2020 18h15 | Markéta Jeřábková 8 | (13 - 15) | 4 joueuses 3 | Jyske Bank Boxen, Herning Arbitrage : Sá, Sá |
| 5 décembre 2020 18h15 | ×2 ×3               | Rapport   | ×1 ×3        | Jyske Bank Boxen, Herning Arbitrage : Sá, Sá |

| 5 décembre 2020 20h30 | Espagne      | 23 – 23   | Suède            | Jyske Bank Boxen, Herning Arbitrage : Năstase, Stancu |
| 5 décembre 2020 20h30 | Nerea Pena 6 | (13 - 10) | Melissa Petrén 8 | Jyske Bank Boxen, Herning Arbitrage : Năstase, Stancu |
| 5 décembre 2020 20h30 | ×2 ×4 ×1     | Rapport   | ×1 ×5            | Jyske Bank Boxen, Herning Arbitrage : Năstase, Stancu |

| 7 décembre 2020 18h15 | Espagne          | 27 – 24   | Tchéquie            | Jyske Bank Boxen, Herning Arbitrage : Antić, Jakovljević |
| 7 décembre 2020 18h15 | Carmen Martín 12 | (11 - 16) | Markéta Jeřábková 8 | Jyske Bank Boxen, Herning Arbitrage : Antić, Jakovljević |
| 7 décembre 2020 18h15 | ×1 ×4            | Rapport   | ×2 ×3               | Jyske Bank Boxen, Herning Arbitrage : Antić, Jakovljević |

| 7 décembre 2020 20h30 | Russie            | 30 – 26   | Suède                        | Jyske Bank Boxen, Herning Arbitrage : Christidi, Papapmetthou |
| 7 décembre 2020 20h30 | Daria Dmitrieva 6 | (15 - 13) | Kristin Thorleifsdóttir (en) | Jyske Bank Boxen, Herning Arbitrage : Christidi, Papapmetthou |
| 7 décembre 2020 20h30 | ×4                | Rapport   | ×4* ×1                       | Jyske Bank Boxen, Herning Arbitrage : Christidi, Papapmetthou |

* dont 1 pour le banc de touche.

### Groupe C
|   | Équipe   | Pts | J | G | N | P | Bp | Bc | Diff | Dép       |
| - | -------- | --- | - | - | - | - | -- | -- | ---- | --------- |
| 1 | Croatie  | 6   | 3 | 3 | 0 | 0 | 76 | 71 | 5    | /         |
| 2 | Hongrie  | 2   | 3 | 1 | 0 | 2 | 84 | 78 | 6    | 2 pts, +8 |
| 3 | Pays-Bas | 2   | 3 | 1 | 0 | 2 | 78 | 80 | -2   | 2 pts, 0  |
| 4 | Serbie   | 2   | 3 | 1 | 0 | 2 | 79 | 88 | -9   | 2 pts, -8 |

| 4 décembre 2020 18h15 | Hongrie          | 22 – 24   | Croatie            | Sydbank Arena, Kolding Arbitrage : Mitrović, Kažanegra |
| 4 décembre 2020 18h15 | Katrin Klujber 9 | (12 - 12) | Ćamila Mičijević 4 | Sydbank Arena, Kolding Arbitrage : Mitrović, Kažanegra |
| 4 décembre 2020 18h15 | ×1 ×6            | Rapport   | ×3                 | Sydbank Arena, Kolding Arbitrage : Mitrović, Kažanegra |

| 4 décembre 2020 5 décembre 2020 20h30 | Pays-Bas         | 25 – 29  | Serbie                   | Sydbank Arena, Kolding Arbitrage : Alpaidze, Berezkina |
| 4 décembre 2020 5 décembre 2020 20h30 | Danick Snelder 5 | (15 - 9) | Katarina Krpež Šlezak 10 | Sydbank Arena, Kolding Arbitrage : Alpaidze, Berezkina |
| 4 décembre 2020 5 décembre 2020 20h30 | ×1 ×4            | Rapport  | ×1                       | Sydbank Arena, Kolding Arbitrage : Alpaidze, Berezkina |

| 6 décembre 2020 16h00 | Serbie                | 26 – 38   | Hongrie           | Sydbank Arena, Kolding Arbitrage : Charlotte et Julie Bonaventura |
| 6 décembre 2020 16h00 | Sanja Radosavljević 5 | (11 - 20) | Szandra Zácsik 10 | Sydbank Arena, Kolding Arbitrage : Charlotte et Julie Bonaventura |
| 6 décembre 2020 16h00 | ×3                    | Rapport   | ×1                | Sydbank Arena, Kolding Arbitrage : Charlotte et Julie Bonaventura |

| 6 décembre 2020 18h15 | Croatie          | 27 – 25   | Pays-Bas          | Sydbank Arena, Kolding Arbitrage : Christiansen, Hansen |
| 6 décembre 2020 18h15 | Larissa Kalaus 9 | (13 - 14) | Abbingh, Dulfer 5 | Sydbank Arena, Kolding Arbitrage : Christiansen, Hansen |
| 6 décembre 2020 18h15 | ×1 ×4            | Rapport   | ×3 ×4             | Sydbank Arena, Kolding Arbitrage : Christiansen, Hansen |

| 8 décembre 2020 18h15 | Serbie                  | 24 – 25   | Croatie       | Sydbank Arena, Kolding Arbitrage : Christiansen, Hansen |
| 8 décembre 2020 18h15 | Katarina Krpež Šlezak 5 | (14 - 14) | Dora Krsnik 6 | Sydbank Arena, Kolding Arbitrage : Christiansen, Hansen |
| 8 décembre 2020 18h15 | ×1 ×3                   | Rapport   | ×2 ×4 ×2      | Sydbank Arena, Kolding Arbitrage : Christiansen, Hansen |

| 8 décembre 2020 20h30 | Pays-Bas       | 28 – 24   | Hongrie          | Sydbank Arena, Kolding Arbitrage : Charlotte et Julie Bonaventura |
| 8 décembre 2020 20h30 | Kelly Dulfer 8 | (13 - 15) | trois joueuses 4 | Sydbank Arena, Kolding Arbitrage : Charlotte et Julie Bonaventura |
| 8 décembre 2020 20h30 | ×1 ×2          | Rapport   | ×1               | Sydbank Arena, Kolding Arbitrage : Charlotte et Julie Bonaventura |

### Groupe D
|   | Équipe    | Pts | J | G | N | P | Bp  | Bc | Diff |
| - | --------- | --- | - | - | - | - | --- | -- | ---- |
| 1 | Norvège   | 6   | 3 | 3 | 0 | 0 | 105 | 65 | 40   |
| 2 | Allemagne | 3   | 3 | 1 | 1 | 1 | 68  | 67 | 1    |
| 3 | Roumanie  | 2   | 3 | 1 | 0 | 2 | 65  | 89 | -24  |
| 4 | Pologne   | 1   | 3 | 0 | 1 | 2 | 67  | 84 | -17  |

| 3 décembre 2020 18h00 | Roumanie         | 19 – 22   | Allemagne    | Sydbank Arena, Kolding Arbitrage : Charlotte et Julie Bonaventura |
| 3 décembre 2020 18h00 | Cristina Neagu 4 | (10 - 13) | 3 joueuses 4 | Sydbank Arena, Kolding Arbitrage : Charlotte et Julie Bonaventura |
| 3 décembre 2020 18h00 | ×1 ×6            | Rapport   | ×1 ×2        | Sydbank Arena, Kolding Arbitrage : Charlotte et Julie Bonaventura |

| 3 décembre 2020 20h30 | Norvège                    | 35 – 22   | Pologne      | Sydbank Arena, Kolding Arbitrage : Chirstidi, Papamattheou |
| 3 décembre 2020 20h30 | Nora Mørk, Henny Reistad 6 | (17 - 13) | Marta Gęga 6 | Sydbank Arena, Kolding Arbitrage : Chirstidi, Papamattheou |
| 3 décembre 2020 20h30 | ×6                         | Rapport   | ×3 ×6        | Sydbank Arena, Kolding Arbitrage : Chirstidi, Papamattheou |

| 5 décembre 2020 16h00 | Pologne             | 24 – 28   | Roumanie         | Sydbank Arena, Kolding Arbitrage : Christiansen, Hansen |
| 5 décembre 2020 16h00 | Aleksandra Rosiak 7 | (15 - 11) | Cristina Neagu 8 | Sydbank Arena, Kolding Arbitrage : Christiansen, Hansen |
| 5 décembre 2020 16h00 | ×1 ×3               | Rapport   | ×2               | Sydbank Arena, Kolding Arbitrage : Christiansen, Hansen |

| 5 décembre 2020 18h15 | Allemagne                 | 23 – 42   | Norvège      | Sydbank Arena, Kolding Arbitrage : Mitrović, Kažanegra |
| 5 décembre 2020 18h15 | Emily Bölk, Xenia Smits 4 | (14 - 22) | Nora Mørk 12 | Sydbank Arena, Kolding Arbitrage : Mitrović, Kažanegra |
| 5 décembre 2020 18h15 | ×5                        | Rapport   | ×1 ×3        | Sydbank Arena, Kolding Arbitrage : Mitrović, Kažanegra |

| 7 décembre 2020 18h15 | Allemagne           | 21 – 21 | Pologne                  | Sydbank Arena, Kolding Arbitrage : Alpaizde, Berezkina |
| 7 décembre 2020 18h15 | Marlene Zapf (en) 4 | (9 - 8) | Aleksandra Rosiak (en) 4 | Sydbank Arena, Kolding Arbitrage : Alpaizde, Berezkina |
| 7 décembre 2020 18h15 | ×1 ×6               | Rapport | ×1 ×3                    | Sydbank Arena, Kolding Arbitrage : Alpaizde, Berezkina |

| 7 décembre 2020 20h30 | Roumanie             | 20 – 28   | Norvège          | Sydbank Arena, Kolding Arbitrage : Mitrović, Kažanegra |
| 7 décembre 2020 20h30 | Lorena Ostase (en) 6 | (13 - 13) | Camilla Herrem 6 | Sydbank Arena, Kolding Arbitrage : Mitrović, Kažanegra |
| 7 décembre 2020 20h30 | ×3                   | Rapport   | ×2               | Sydbank Arena, Kolding Arbitrage : Mitrović, Kažanegra |

## Tour principal

### Légende
| - Qualifié pour les demi-finales. - Qualifié pour le match pour la 5e place. - Éliminé. | - T : Tenant du titre. - PO : Pays organisateur. - En gras : Équipe qualifiée pour les demi-finales. |

### Groupe I
Les matchs se déroulent à la Jyske Bank Boxen de Herning :
|   | Équipe     | Pts | J | G | N | P | Bp  | Bc  | Diff |
| - | ---------- | --- | - | - | - | - | --- | --- | ---- |
| 1 | France T   | 9   | 5 | 4 | 1 | 0 | 132 | 121 | 11   |
| 2 | DanemarkPO | 8   | 5 | 4 | 0 | 1 | 136 | 111 | 25   |
| 3 | Russie     | 7   | 5 | 3 | 1 | 1 | 136 | 129 | 7    |
| 4 | Monténégro | 3   | 5 | 1 | 1 | 3 | 122 | 127 | -5   |
| 5 | Espagne    | 2   | 5 | 0 | 2 | 3 | 120 | 140 | -20  |
| 6 | Suède      | 1   | 5 | 0 | 1 | 4 | 121 | 139 | -18  |

| 10 décembre 2020 18h15 | Monténégro               | 23 – 24   | Russie           | Jyske Bank Boxen, Herning Arbitrage : Antić, Jakovljević |
| 10 décembre 2020 18h15 | Jelena Despotović (en) 7 | (13 - 13) | trois joueuses 4 | Jyske Bank Boxen, Herning Arbitrage : Antić, Jakovljević |
| 10 décembre 2020 18h15 | ×1 ×3                    | Rapport   | ×1 ×3            | Jyske Bank Boxen, Herning Arbitrage : Antić, Jakovljević |

| 10 décembre 2020 20h30 | France                | 26 – 25   | Espagne         | Jyske Bank Boxen, Herning Arbitrage : Lidacka, Lesiak |
| 10 décembre 2020 20h30 | Alexandra Lacrabère 5 | (16 - 10) | Carmen Martín 9 | Jyske Bank Boxen, Herning Arbitrage : Lidacka, Lesiak |
| 10 décembre 2020 20h30 | ×1 ×3                 | Rapport   | ×1 ×3           | Jyske Bank Boxen, Herning Arbitrage : Lidacka, Lesiak |

| 11 décembre 2020 18h15 | France                      | 28 – 28   | Russie           | Jyske Bank Boxen, Herning Arbitrage : Sa, Sa |
| 11 décembre 2020 18h15 | Nze Minko, Sercien-Ugolin 5 | (16 - 19) | trois joueuses 5 | Jyske Bank Boxen, Herning Arbitrage : Sa, Sa |
| 11 décembre 2020 18h15 | ×2* ×5                      | Rapport   | ×3* ×4           | Jyske Bank Boxen, Herning Arbitrage : Sa, Sa |

* dont 1 pour Olivier Krumbholz et pour Ambros Martín, sélectionneurs de la France et de la Russie respectivement.
| 11 décembre 2020 20h30 | Danemark         | 24 – 22   | Suède                     | Jyske Bank Boxen, Herning Arbitrage : Kijauskaite, Zaliene |
| 11 décembre 2020 20h30 | Mette Tranborg 6 | (13 - 12) | Kristin Thorleifsdóttir 4 | Jyske Bank Boxen, Herning Arbitrage : Kijauskaite, Zaliene |
| 11 décembre 2020 20h30 | ×1 ×5            | Rapport   | ×1 ×5                     | Jyske Bank Boxen, Herning Arbitrage : Kijauskaite, Zaliene |

| 13 décembre 2020 18h15 | Monténégro           | 31 – 25   | Suède        | Jyske Bank Boxen, Herning Arbitrage : Lidacka, Lesiak |
| 13 décembre 2020 18h15 | Jovanka Radičević 11 | (16 - 10) | Linn Blohm 8 | Jyske Bank Boxen, Herning Arbitrage : Lidacka, Lesiak |
| 13 décembre 2020 18h15 | ×2 ×3                | Rapport   | ×2 ×3        | Jyske Bank Boxen, Herning Arbitrage : Lidacka, Lesiak |

| 13 décembre 2020 20h30 | Danemark  | 34 - 24   | Espagne                 | Jyske Bank Boxen, Herning Arbitrage : Năstase, Stancu |
| 13 décembre 2020 20h30 | Mia Rej 6 | (17 - 10) | Alicia Fernandez (en) 4 | Jyske Bank Boxen, Herning Arbitrage : Năstase, Stancu |
| 13 décembre 2020 20h30 | ×4        | Rapport   | ×4                      | Jyske Bank Boxen, Herning Arbitrage : Năstase, Stancu |

| 15 décembre 2020 16h00 | Monténégro          | 26 – 26   | Espagne      | Jyske Bank Boxen, Herning Arbitrage : Kijauskaite, Zaliene |
| 15 décembre 2020 16h00 | Jovanka Radičević 7 | (11 - 17) | Nerea Pena 6 | Jyske Bank Boxen, Herning Arbitrage : Kijauskaite, Zaliene |
| 15 décembre 2020 16h00 | ×1                  | Rapport   | ×1           | Jyske Bank Boxen, Herning Arbitrage : Kijauskaite, Zaliene |

| 15 décembre 2020 18h15 | France              | 31 – 25   | Suède              | Jyske Bank Boxen, Herning Arbitrage : Antić, Jakovljević |
| 15 décembre 2020 18h15 | Estelle Nze Minko 6 | (14 - 14) | Isabelle Gulldén 5 | Jyske Bank Boxen, Herning Arbitrage : Antić, Jakovljević |
| 15 décembre 2020 18h15 | ×1                  | Rapport   | ×2 ×1              | Jyske Bank Boxen, Herning Arbitrage : Antić, Jakovljević |

| 15 décembre 2020 20h30 | Danemark      | 30 – 23  | Russie            | Jyske Bank Boxen, Herning Arbitrage : Mitrović, Kažanegra |
| 15 décembre 2020 20h30 | Mie Højlund 7 | (13 - 9) | Daria Dmitrieva 9 | Jyske Bank Boxen, Herning Arbitrage : Mitrović, Kažanegra |
| 15 décembre 2020 20h30 | ×1            | Rapport  | ×2                | Jyske Bank Boxen, Herning Arbitrage : Mitrović, Kažanegra |

### Groupe II
Les matchs se déroulent à la Sydbank Arena de Kolding :
|   | Équipe    | Pts | J | G | N | P | Bp  | Bc  | Diff |
| - | --------- | --- | - | - | - | - | --- | --- | ---- |
| 1 | Norvège   | 10  | 5 | 5 | 0 | 0 | 170 | 114 | 56   |
| 2 | Croatie   | 8   | 5 | 4 | 0 | 1 | 124 | 123 | 1    |
| 3 | Pays-Bas  | 6   | 5 | 3 | 0 | 2 | 141 | 134 | 7    |
| 4 | Allemagne | 4   | 5 | 2 | 0 | 3 | 124 | 137 | -13  |
| 5 | Hongrie   | 2   | 5 | 1 | 0 | 4 | 118 | 140 | -22  |
| 6 | Roumanie  | 0   | 5 | 0 | 0 | 5 | 107 | 136 | -29  |

| 10 décembre 2020 18h15 | Croatie              | 25 – 20   | Roumanie         | Sydbank Arena, Kolding Arbitrage : Alpaidze, Berezkina |
| 10 décembre 2020 18h15 | Valentina Blažević 7 | (14 - 10) | Cristina Neagu 6 | Sydbank Arena, Kolding Arbitrage : Alpaidze, Berezkina |
| 10 décembre 2020 18h15 | ×1 ×4                | Rapport   | ×1 ×2            | Sydbank Arena, Kolding Arbitrage : Alpaidze, Berezkina |

| 10 décembre 2020 20h30 | Pays-Bas           | 25 – 32   | Norvège     | Sydbank Arena, Kolding Arbitrage : Christidi, Papamattheou |
| 10 décembre 2020 20h30 | Angela Malestein 5 | (10 - 16) | Nora Mørk 8 | Sydbank Arena, Kolding Arbitrage : Christidi, Papamattheou |
| 10 décembre 2020 20h30 | ×4 ×5              | Rapport   | ×1 ×2       | Sydbank Arena, Kolding Arbitrage : Christidi, Papamattheou |

| 12 décembre 2020 18h15 | Hongrie          | 25 – 32   | Allemagne    | Sydbank Arena, Kolding Arbitrage : Christiansen, Hansen |
| 12 décembre 2020 18h15 | Katrin Klujber 8 | (11 - 13) | Emily Bölk 5 | Sydbank Arena, Kolding Arbitrage : Christiansen, Hansen |
| 12 décembre 2020 18h15 | ×1               | Rapport   | ×3           | Sydbank Arena, Kolding Arbitrage : Christiansen, Hansen |

| 12 décembre 2020 20h30 | Croatie            | 25 – 36   | Norvège         | Sydbank Arena, Kolding Arbitrage : Bonaventura, Bonaventura |
| 12 décembre 2020 20h30 | Ćamila Mičijević 7 | (14 - 15) | Henny Reistad 7 | Sydbank Arena, Kolding Arbitrage : Bonaventura, Bonaventura |
| 12 décembre 2020 20h30 | ×1 ×5              | Rapport   |                 | Sydbank Arena, Kolding Arbitrage : Bonaventura, Bonaventura |

| 14 décembre 2020 18h15 | Pays-Bas       | 28 – 27   | Allemagne                | Sydbank Arena, Kolding Arbitrage : Alpaidze, Berezkina |
| 14 décembre 2020 18h15 | Lois Abbingh 8 | (14 - 15) | Behnke, Naidzinavicius 4 | Sydbank Arena, Kolding Arbitrage : Alpaidze, Berezkina |
| 14 décembre 2020 18h15 | ×1             | Rapport   | ×1 ×6                    | Sydbank Arena, Kolding Arbitrage : Alpaidze, Berezkina |

| 14 décembre 2020 20h30 | Hongrie          | 26 – 24   | Roumanie        | Sydbank Arena, Kolding Arbitrage : Mitrović, Kažanegra |
| 14 décembre 2020 20h30 | Nadine Schatzl 7 | (13 - 14) | Lorena Ostase 8 | Sydbank Arena, Kolding Arbitrage : Mitrović, Kažanegra |
| 14 décembre 2020 20h30 | ×1 ×2            | Rapport   | ×3              | Sydbank Arena, Kolding Arbitrage : Mitrović, Kažanegra |

| 15 décembre 2020 16h00 | Pays-Bas               | 35 – 24   | Roumanie         | Sydbank Arena, Kolding Arbitrage : Sa, Sa |
| 15 décembre 2020 16h00 | Bo van Wetering (en) 8 | (16 - 12) | Cristina Laslo 7 | Sydbank Arena, Kolding Arbitrage : Sa, Sa |
| 15 décembre 2020 16h00 | ×1 ×3                  | Rapport   | ×2 ×1            | Sydbank Arena, Kolding Arbitrage : Sa, Sa |

| 15 décembre 2020 18h15 | Croatie       | 23 – 20   | Allemagne            | Sydbank Arena, Kolding Arbitrage : Christiansen, Hansen |
| 15 décembre 2020 18h15 | Ana Debelić 6 | (12 - 12) | Julia Maidhof (en) 9 | Sydbank Arena, Kolding Arbitrage : Christiansen, Hansen |
| 15 décembre 2020 18h15 | ×1 ×5         | Rapport   | ×1 ×5                | Sydbank Arena, Kolding Arbitrage : Christiansen, Hansen |

| 15 décembre 2020 20h30 | Hongrie           | 21 – 32 | Norvège     | Sydbank Arena, Kolding Arbitrage : Christidi, Papamettheou |
| 15 décembre 2020 20h30 | Anikó Kovacsics 7 | (9 -17) | Nora Mørk 7 | Sydbank Arena, Kolding Arbitrage : Christidi, Papamettheou |
| 15 décembre 2020 20h30 | ×3                | Rapport | ×1          | Sydbank Arena, Kolding Arbitrage : Christidi, Papamettheou |

## Phase finale
La phase finale se déroule à la Jyske Bank Boxen de Herning.
|  | Demi-finales            | Demi-finales            |                        |    | Finale                  | Finale                  |
|  | Demi-finales            | Demi-finales            |                        |    | Finale                  | Finale                  |
|  |                         |                         |                        |    |                         |                         |
|  | 18 décembre 2020, 18h00 | 18 décembre 2020, 18h00 |                        |    | 20 décembre 2020, 18h00 | 20 décembre 2020, 18h00 |
|  | 18 décembre 2020, 18h00 | 18 décembre 2020, 18h00 |                        |    | 20 décembre 2020, 18h00 | 20 décembre 2020, 18h00 |
|  | France                  | 30                      |                        |    | 20 décembre 2020, 18h00 | 20 décembre 2020, 18h00 |
|  | France                  | 30                      |                        |    | 20 décembre 2020, 18h00 | 20 décembre 2020, 18h00 |
|  | Croatie                 | 19                      |                        |    | 20 décembre 2020, 18h00 | 20 décembre 2020, 18h00 |
|  | Croatie                 | 19                      | France                 | 20 |                         |                         |
|  | 18 décembre 2020, 20h30 |                         | France                 | 20 |                         |                         |
|  |                         | Norvège                 | 22                     |    |                         |                         |
|  | Norvège                 | Norvège                 | 22                     | 27 |                         |                         |
|  | Norvège                 |                         |                        | 27 |                         |                         |
|  | Danemark                | 24                      |                        |    |                         |                         |
|  | Danemark                | 24                      | Match pour la 3e place |    |                         |                         |
|  |                         |                         |                        |    |                         |                         |
|  | 20 décembre 2020, 15h30 |                         |                        |    |                         |                         |
|  |                         |                         |                        |    |                         |                         |
|  | Croatie                 | 25                      |                        |    |                         |                         |
|  | Croatie                 | 25                      |                        |    |                         |                         |
|  | Danemark                | 19                      |                        |    |                         |                         |
|  | Danemark                | 19                      |                        |    |                         |                         |

### Matchs pour la5eplace
| 18 décembre 2020 15h30 | Russie             | 33 – 27   | Pays-Bas        | Jyske Bank Boxen, Herning Arbitrage : Sa, Sa |
| 18 décembre 2020 15h30 | Polina Vedekhina 6 | (18 - 13) | Lois Abbingh 10 | Jyske Bank Boxen, Herning Arbitrage : Sa, Sa |
| 18 décembre 2020 15h30 | ×2 ×3              | Rapport   | ×2 ×3           | Jyske Bank Boxen, Herning Arbitrage : Sa, Sa |

### Demi-finales
| 18 décembre 2020 18h00 | France            | 30 – 19   | Croatie          | Jyske Bank Boxen, Herning Arbitrage : Christiansen, Hansen |
| 18 décembre 2020 18h00 | quatre joueuses 4 | (15 - 05) | trois joueuses 3 | Jyske Bank Boxen, Herning Arbitrage : Christiansen, Hansen |
| 18 décembre 2020 18h00 | ×2                | Rapport   | ×2 ×4            | Jyske Bank Boxen, Herning Arbitrage : Christiansen, Hansen |

| 18 décembre 2020 20h30 | Norvège     | 27 – 24   | Danemark  | Jyske Bank Boxen, Herning Arbitrage : Năstase, Stancu |
| 18 décembre 2020 20h30 | Nora Mørk 6 | (10 - 13) | Mia Rej 7 | Jyske Bank Boxen, Herning Arbitrage : Năstase, Stancu |
| 18 décembre 2020 20h30 | ×1          | Rapport   | ×2 ×3     | Jyske Bank Boxen, Herning Arbitrage : Năstase, Stancu |

### Match pour la3eplace
| 20 décembre 2020 15h30 | Danemark           | 19 – 25 | Croatie          | Jyske Bank Boxen, Herning Arbitrage : Mitrović, Kažanegra |
| 20 décembre 2020 15h30 | Hansen, Tranborg 4 | (11-11) | Ježić, Posavec 5 | Jyske Bank Boxen, Herning Arbitrage : Mitrović, Kažanegra |
| 20 décembre 2020 15h30 | ×1                 | Rapport | ×1 ×2            | Jyske Bank Boxen, Herning Arbitrage : Mitrović, Kažanegra |

### Finale
| 20 décembre 2020 18h00 | France           | 20 – 22   | Norvège          | Jyske Bank Boxen, Herning Arbitrage : Alpaidze, Berezkina |
| 20 décembre 2020 18h00 | Pauletta Foppa 5 | (10 - 14) | trois joueuses 4 | Jyske Bank Boxen, Herning Arbitrage : Alpaidze, Berezkina |
| 20 décembre 2020 18h00 | ×3 ×1            | Rapport   | ×3               | Jyske Bank Boxen, Herning Arbitrage : Alpaidze, Berezkina |

### Vainqueur
| Championne d'Europe 2020 Norvège 8e victoire |

## Classement final
Le classement final est établi selon les critères suivants[réf. souhaitée] :
- Places 1 à 4 : selon les résultats de la finale et du match pour la 3e place
- Places 5 et 6 : selon le résultat du match de classement pour la 5e place
- Places 7 à 12 : les 6 dernières équipes du tour principal sont départagées selon le nombre de points marqués puis selon la différence de but dans le tour principal
- Places 13 à 16 : les 4 dernières équipes du tour préliminaire sont départagées selon le nombre de points marqués puis selon la différence de but.

| Rang                       | Équipe     | J | G | N | P | Bp  | Bc  | Diff | Qualifications* |
| -------------------------- | ---------- | - | - | - | - | --- | --- | ---- | --------------- |
| Médaille d'or, Europe      | Norvège    | 8 | 8 | 0 | 0 | 254 | 180 | 74   | Mondial 2021    |
| Médaille d'argent, Europe  | France     | 8 | 6 | 1 | 1 | 209 | 179 | 30   | Mondial 2021    |
| Médaille de bronze, Europe | Croatie    | 8 | 6 | 0 | 2 | 193 | 196 | -3   | Mondial 2021    |
| 4e                         | Danemark   | 8 | 5 | 0 | 3 | 209 | 186 | 23   | Mondial 2021    |
| 5e                         | Russie     | 7 | 5 | 1 | 1 | 193 | 178 | 15   | -               |
| 6e                         | Pays-Bas   | 7 | 3 | 0 | 4 | 193 | 196 | - 3  | -               |
| 7e                         | Allemagne  | 6 | 2 | 1 | 3 | 145 | 158 | -13  | -               |
| 8e                         | Monténégro | 6 | 2 | 1 | 3 | 148 | 152 | -4   | -               |
| 9e                         | Espagne    | 6 | 1 | 2 | 3 | 147 | 164 | -17  | -               |
| 10e                        | Hongrie    | 6 | 2 | 0 | 4 | 156 | 166 | -10  | -               |
| 11e                        | Suède      | 6 | 1 | 1 | 4 | 148 | 162 | -14  | -               |
| 12e                        | Roumanie   | 6 | 1 | 0 | 5 | 135 | 160 | −25  | -               |
| 13e                        | Serbie     | 3 | 1 | 0 | 2 | 79  | 88  | 0−9  | -               |
| 14e                        | Pologne    | 3 | 0 | 1 | 2 | 67  | 84  | −17  | -               |
| 15e                        | Tchéquie   | 3 | 0 | 0 | 3 | 69  | 78  | 0−9  | -               |
| 16e                        | Slovénie   | 3 | 0 | 0 | 3 | 65  | 83  | −18  | -               |

* Les quatre premières équipes sont qualifiées pour le Championnat du monde 2021. L'Espagne, en tant que pays hôte, et les Pays-Bas, en tant que tenant du titre, sont déjà qualifiées.

## Statistiques et récompenses

### Équipe-type
| Toft Herrem Debelić Radičević Bobrovnikova Oftedal Mørk Meilleur joueuse : Nze Minko Meilleur défenseuse : Haugsted Meilleur marqueuse : Mørk , 52 buts              |
| Équipe-type du championnat d'Europe 2020 |
| · Toft · Herrem · Debelić · Radičević · Bobrovnikova · Oftedal · Mørk Meilleur joueuse : Nze Minko Meilleur défenseuse : Haugsted Meilleur marqueuse : Mørk, 52 buts |

L'équipe type du tournoi est composée des joueuses suivantes :
- Meilleure joueuse :  Estelle Nze Minko
- Meilleure gardienne de but :  Sandra Toft
- Meilleure ailière droite :  Jovanka Radičević
- Meilleure arrière droite :  Nora Mørk
- Meilleure demi-centre :  Stine Bredal Oftedal
- Meilleure pivot :  Ana Debelić
- Meilleure arrière gauche :  Vladlena Bobrovnikova
- Meilleure ailière gauche :  Camilla Herrem
- Meilleure joueuse en défense :  Line Haugsted

### Statistiques collectives
- Meilleure attaque :  Norvège (31,8 buts par match)
- Moins bonne attaque :  Slovénie (21,7 buts par match)
- Meilleure défense :  France (22,5 buts par match)
- Moins bonne défense :  Serbie (29,3 buts par match)
- Plus grand nombre de buts inscrits sur un match :  Norvège (42 buts contre Allemagne)
- Plus petit nombre de buts inscrits sur un match :  Slovénie (17 buts contre France)
- Moyenne de buts par match : 51,2 buts (soit 25,6 buts par équipe)

### Statistiques individuelles
| Rang | Joueuse              | Équipe     | Total | Total | Total  | Jets de 7 m | Jets de 7 m | Jets de 7 m | Champs | Champs | Champs | MJ | Moy. |
| Rang | Joueuse              | Équipe     | Buts  | Tirs  | %      | Buts        | Tirs        | %           | Buts   | Tirs   | %      | MJ | Moy. |
| ---- | -------------------- | ---------- | ----- | ----- | ------ | ----------- | ----------- | ----------- | ------ | ------ | ------ | -- | ---- |
| 1    | Nora Mørk            | Norvège    | 52    | 70    | 74,3 % | 29          | 35          | 82,9 %      | 23     | 35     | 65,7 % | 8  | 6,5  |
| 2    | Jovanka Radičević    | Monténégro | 39    | 58    | 67,2 % | 19          | 21          | 90,5 %      | 20     | 37     | 54,1 % | 6  | 6,5  |
| 3    | Lois Abbingh         | Pays-Bas   | 35    | 67    | 52,2 % | 15          | 21          | 71,4 %      | 20     | 46     | 43,5 % | 7  | 5,0  |
| 3    | Ćamila Mičijević     | Croatie    | 35    | 67    | 52,2 % | -           | -           | -           | 35     | 67     | 52,2 % | 8  | 4,4  |
| 5    | Mia Rej              | Danemark   | 33    | 49    | 67,3 % | 9           | 10          | 90,0 %      | 24     | 39     | 61,5 % | 8  | 4,1  |
| 5    | Camilla Herrem       | Norvège    | 33    | 47    | 70,2 % | -           | -           | -           | 33     | 47     | 70,2 % | 8  | 4,1  |
| 7    | Carmen Martín        | Espagne    | 32    | 45    | 71,1 % | 19          | 22          | 86,4 %      | 13     | 23     | 56,5 % | 6  | 5,3  |
| 8    | Alexandra Lacrabère  | France     | 31    | 45    | 68,9 % | 16          | 23          | 69,6 %      | 15     | 22     | 68,2 % | 8  | 3,9  |
| 8    | Stine Bredal Oftedal | Norvège    | 31    | 59    | 52,5 % | -           | -           | -           | 31     | 59     | 52,5 % | 8  | 3,9  |
| 10   | Katrin Klujber       | Hongrie    | 30    | 52    | 57,7 % | 14          | 18          | 77,8 %      | 16     | 34     | 47,1 % | 6  | 5,0  |

| Rang | Joueuse               | Équipe   | %      | Arrêts | Tirs | MJ | Moy. |
| ---- | --------------------- | -------- | ------ | ------ | ---- | -- | ---- |
| 1    | Silje Solberg         | Norvège  | 40,9 % | 36     | 88   | 4  | 9,0  |
| 2    | Cléopâtre Darleux     | France   | 38,3 % | 41     | 107  | 7  | 5,9  |
| 3    | Branka Zec (en)       | Slovénie | 38,2 % | 13     | 34   | 3  | 4,3  |
| 4    | Katrine Lunde         | Norvège  | 37,8 % | 45     | 119  | 6  | 7,5  |
| 5    | Petra Kudláčková (en) | Tchéquie | 36,2 % | 42     | 116  | 3  | 14,0 |
| 6    | Tea Pijević (en)      | Croatie  | 35,7 % | 79     | 221  | 8  | 9,9  |
| 7    | Sandra Toft           | Danemark | 35,0 % | 75     | 214  | 8  | 9,4  |
| 8    | Althea Reinhardt      | Danemark | 34,8 % | 24     | 69   | 8  | 3,0  |
| 9    | Denisa Dedu (en)      | Roumanie | 34,5 % | 30     | 87   | 5  | 6,0  |
| 10   | Iulia Dumanska (en)   | Roumanie | 32,4 % | 34     | 105  | 6  | 5,7  |

 Membre de l'équipe-type.

## Effectifs des équipes sur le podium

### Championne d'Europe:Norvège
L'effectif de l'équipe de Norvège, championne d'Europe, est :
- Emily Stang Sando
- Henny Reistad
- Emilie Hegh Arntzen
- Veronica Kristiansen
- Marit Malm Frafjord
- Heidi Løke
- Stine Skogrand
- Nora Mørk
- Stine Bredal Oftedal
- Malin Aune
- Silje Solberg
- Kari Brattset
- Katrine Lunde
- Marit Røsberg Jacobsen
- Camilla Herrem
- Sanna Solberg
- Kristine Breistøl
- Marta Tomac
- Rikke Granlund.

Entraîneur :
  Þórir Hergeirsson.

### Vice-championne d'Europe:France
L'effectif de l'équipe de France, vice-championne d'Europe, est :
- Laura Glauser
- Méline Nocandy
- Pauline Coatanea
- Chloé Valentini
- Coralie Lassource
- Grâce Zaadi
- Aïssatou Kouyaté
- Amandine Leynaud
- Kalidiatou Niakaté
- Cléopâtre Darleux
- Siraba Dembélé-Pavlović
- Océane Sercien-Ugolin
- Laura Flippes
- Orlane Kanor
- Béatrice Edwige
- Pauletta Foppa
- Estelle Nze Minko
- Alexandra Lacrabère

Entraîneur :
  Olivier Krumbholz

### Troisième:Croatie
L'effectif de l'équipe de Croatie, médaille de bronze, est :
- Lucija Bešen (en)
- Paula Posavec (en)
- Dora Krsnik (en)
- Stela Posavec (en)
- Ćamila Mičijević
- Dejana Milosavljević (en)
- Larissa Kalaus (en)
- Dora Kalaus (en)
- Katarina Ježić
- Tena Japundža (en)
- Andrea Šimara (en)
- Ana Debelić
- Josipa Mamić (en)
- Marijeta Vidak (en)
- Valentina Blažević (en)
- Kristina Prkačin (en)
- Tea Pijević (en)

Entraîneur :
 Nenad Šoštarić (en)